# Australian Championships 1954
Gli Australian Championships 1954 (conosciuto oggi come Australian Open) sono stati la 42ª edizione degli Australian Championships e prima prova stagionale dello Slam per il 1954. Si è disputato dal 22 gennaio al 1º febbraio 1954 sui campi in erba del White City Stadium di Sydney in Australia. Il singolare maschile è stato vinto dall'australiano Mervyn Rose, che si è imposto sul connazionale Rex Hartwig in 4 set. Il singolare femminile è stato vinto dall'australiana Thelma Coyne Long, che ha battuto la connazionale Jenny Staley Hoad in 2 set. Nel doppio maschile si è imposta la coppia formata da Rex Hartwig e Mervyn Rose, mentre nel doppio femminile hanno trionfato Mary Bevis Hawton e Thelma Coyne Long. Il doppio misto è stato vinto da Thelma Coyne Long e Rex Hartwig.

## Risultati

### Singolare maschile
Mervyn Rose ha battuto in finale  Rex Hartwig con il punteggio di 6–2, 0–6, 6–4, 6–2

### Singolare femminile
Thelma Coyne Long ha battuto in finale  Jenny Staley Hoad con il punteggio di 6–3, 6–4

### Doppio maschile
Rex Hartwig /  Mervyn Rose hanno battuto in finale  Neale Fraser /  Clive Wilderspin con il punteggio di 6–3, 6–4, 6–2

### Doppio femminile
Mary Bevis Hawton /  Thelma Coyne Long hanno battuto in finale  Hazel Redick-Smith /  Julia Wipplinger con il punteggio di 6–3, 8–6

### Doppio misto
Thelma Coyne Long /  Rex Hartwig hanno battuto in finale  Beryl Penrose /  John Bromwich con il punteggio di 4–6, 6–1, 6–2